# RSBNA Erms-Neckar-Bahn Schieneninfrastruktur
Die RSBNA Erms-Neckar-Bahn Schieneninfrastruktur GmbH, kurz RSBNA Erms-Neckar-Bahn GmbH, ist ein Eisenbahninfrastrukturunternehmen in Baden-Württemberg mit Sitz in Bad Urach. Die nichtbundeseigene Eisenbahn ging 2023 aus der Erms-Neckar-Bahn hervor und steht mehrheitlich im Eigentum des Zweckverbandes Regional-Stadtbahn Neckar-Alb.

## Geschichte

### Vorgeschichte
Die Ermstal-Verkehrs-Gesellschaft zur Förderung des Schienenverkehrs im Ermstal mbH, kurz Ermstal-Verkehrs-Gesellschaft mbH (EVG), wurde am 5. Juli 1988 vom Reisebüro-Inhaber Roland Hartl und neun weiteren Gesellschaftern mit dem Ziel, mit einer Betriebsgesellschaft gemeinsam mit der Württembergischen Eisenbahn-Gesellschaft den Bahnbetrieb der Ermstalbahn zu übernehmen, gegründet. Zur Kapitalerhöhung wurde die Gesellschaft mit beschränkter Haftung zum 1. Januar 1992 in die Aktien-Gesellschaft zur Förderung des Schienenverkehrs im Ermstal umgewandelt, an der sich zu Beginn über 1000 Aktionäre beteiligten und deren Grundkapital in kurzer Zeit auf über 350.000 Deutsche Mark (entspricht 2025: ca. 330.000 Euro) wuchs. Am 22. August 1995 firmierte das Unternehmen in Erms-Neckar-Bahn Eisenbahninfrastruktur Aktiengesellschaft, kurz Erms-Neckar-Bahn AG, (ENAG) um.
Im November 2023 betrug das Grundkapital der Gesellschaft 198.622,77 Euro, eingeteilt in 7771 auf den Inhaber lautende Stückaktien und verteilt auf ca. 1200 unterschiedliche Aktionäre.

### Ausgliederung
Zum kosten- und zeiteffizienten Aufbau der für Planung und Bau der Strecken der Regional-Stadtbahn Neckar-Alb nötigen Kompetenzen beschloss der Zweckverband Regional-Stadtbahn Neckar-Alb den anteiligen Erwerb eines bestehenden Eisenbahninfrastrukturunternehmens.
Die RSBNA Erms-Neckar-Bahn Schieneninfrastruktur wurde am 21. Dezember 2023 durch eine Ausgliederung aus der Erms-Neckar-Bahn gegründet und übernahm die Aufgaben der ENAG, die damit zur Holdinggesellschaft wurde.
Der Zweckverband Regional-Stadtbahn Neckar-Alb beschloss am 8. Dezember 2023 den Erwerb von 51 % der Gesellschaftsanteile an der RSBNA Erms-Neckar-Bahn Schieneninfrastruktur durch einen Anteilskauf. Der Zweckverband investierte insgesesamt 802.740 Euro in die Beteiligung.
Zum 1. Februar 2024 übernahm die RSBNA Erms-Neckar-Bahn Schieneninfrastruktur den operativen Geschäftsbetrieb von der Erms-Neckar-Bahn.

## Aktivitäten
Am 27. Dezember 1993 erwarb das Unternehmen die Strecke Metzingen–Bad Urach (Ermstalbahn) mit Wirkung zum 1. Januar 1994 von der damaligen Deutschen Bundesbahn zum symbolischen Preis von einer Deutschen Mark.
1999 pachtete die Erms-Neckar-Bahn von der Deutschen Bahn auf die Dauer von 25 Jahre den Abschnitt Kleinengstingen–Oberheutal der Bahnstrecke Reutlingen–Schelklingen, für den die Stilllegung bereits genehmigt war, und sicherte damit ihren Weiterbestand. Zum 1. Juni 2004 pachtete sie den übrigen noch betriebenen Abschnitt Oberheutal–Schelklingen. Die Zugleitung wurde an die Zugleitstelle Gammertingen der SWEG Schienenwege abgegeben. Der Pachtvertrag von Mai 1999 wurde durch Nachträge vom 26. Juli 2007 und 8. November 2010 ergänzt.
Die Erms-Neckar-Bahn kaufte die Bahnstrecke Neckarbischofsheim Nord–Hüffenhardt (Krebsbachtalbahn) zum 11. November 2013 und übernahm den Betrieb der Infrastruktur von der SWEG Südwestdeutsche Verkehrs-Aktiengesellschaft für einen symbolischen Kaufpreis von einem Euro. Die Strecke wurde zum Februar 2024 an die Albtal-Verkehrs-Gesellschaft verkauft und der Betrieb der Strecke am 3. April 2024 übergeben.
Die Gesellschaft übernahm 2010 den Betrieb der Bahnsteig-Infrastruktur im Bahnhof Rechtenstein an der Bahnstrecke Ulm–Sigmaringen. Der Betrieb wurde zum 1. März 2024 an die SWU Verkehr abgegeben.
Die Erms-Neckar-Bahn vertrat vor der Gründung des Zweckverbands Regional-Stadtbahn Neckar-Alb die Regional-Stadtbahn Neckar-Alb bei der Beschaffung der Tram-Train-Fahrzeuge.
Zum 28. November 2022 übernahm die Erms-Neckar-Bahn aus dem Stellwerk in Dettingen (Erms) Gsaidt die Fahrdienstleitung auf der Ammertalbahn vom Fahrdienstleiter Tübingen der DB Netz.

## Infrastruktur
Die Gesellschaft ist Betreiber der Infrastruktur folgender Strecken:
- Metzingen–Bad Urach (Ermstalbahn)
- Engstingen–Schelklingen